# 소렐과 아들
《소렐과 아들》(Sorrell And Son)은 미국에서 제작된 허버트 브레논 감독의 1927년 영화이다. H.B. 워너 등이 주연으로 출연하였다.

## 출연

### 주연
- H.B. 워너
- 안나 Q. 닐슨

### 조연
- 리오넬 벨모어
- 루이스 울하임
- 닐스 아스더
- Mary Nolan

## 기타
- 원작자: Warwick Deeping
- 미술: 윌리엄 카메론 멘지스